# Pot Luck
Albums de Elvis Presley
Blue Hawaii
(1961) Girls! Girls! Girls!
(1962)
Pot Luck est le 15e album d'Elvis Presley publié via RCA Victor en mono et stéréo le 5 juin 1962. Les sessions d'enregistrement eurent lieu le 22 mars 1961 aux studios Radio Recorders à Los Angeles, et le 25 juin au 15 octobre 1961, et 18 au 19 mars 1962 aux studios RCA Studio B à Nashville dans le Tennessee.
L'album fut réédité en 1999 comprenant cinq titres bonus supplémentaires + deux titres provenant de la compilation Elvis for Everyone, sortie en 1965.

## Crédits de l'album
- Elvis Presley – chants, guitare
- Scotty Moore – guitare
- Floyd Cramer – piano, orgue
- D.J. Fontana – batterie
- Boots Randolph – saxophone
- Hank Garland – guitare
- Tiny Timbrell – guitare
- Harold Bradley – guitare
- Grady Martin – guitare, vibraphone
- Dudley Brooks – piano
- Gordon Stoker – piano
- Bob Moore – basse
- Buddy Harman – batterie
- The Jordanaires – chœurs
- Millie Kirkham – chœurs

## Liste des titres

### Face-A
| No  | Titre                       | Auteur                                 | Enregistré le | Durée |
| --- | --------------------------- | -------------------------------------- | ------------- | ----- |
| A1. | Kiss Me Quick               | Doc Pomus, Mort Shuman                 | 25 juin 1961  | 2:46  |
| A2. | Just for Old Time Sake      | Roy C. Bennett, Sid Tepper             | 18 mars 1962  | 2:08  |
| A3. | Gonna Get Back Home Somehow | Doc Pomus, Mort Shuman                 | 18 mars 1962  | 2:27  |
| A4. | (Such an) Easy Question     | Otis Blackwell, Winfield Scott         | 18 mars 1962  | 2:18  |
| A5. | Steppin' Out of Line        | Fred Wise, Ben Weisman, Dolores Fuller | 22 mars 1961  | 1:54  |
| A6. | I'm Yours                   | Hal Blair, Don Robertson               | 25 juin 1961  | 2:21  |

### Face-B
| B1. | Something Blue                     | Paul Evans, Al Byron     | 18 mars 1962    | 2:57 |
| B2. | Suspicion                          | Doc Pomus, Mort Shuman   | 19 mars 1962    | 2:34 |
| B3. | I Feel That I've Known You Forever | Doc Pomus, Alan Jeffreys | 19 mars 1962    | 1:39 |
| B4. | Night Rider                        | Doc Pomus, Mort Shuman   | 15 octobre 1961 | 2:08 |
| B5. | Fountain of Love                   | Bill Giant, Jeff Lewis   | 18 mars 1962    | 2:12 |
| B6. | That's Someone You Never Forget    | Elvis Presley, Red West  | 25 juin 1961    | 2:47 |